# Tiden försvinner så snabb som en dröm
Tiden försvinner så snabb som en dröm är en psalmtext med sju 4-radiga verser, där de bägge sista stroferna i varje vers sjungs i repris. I de skilda publiceringarna kan stavningen skilja sig som i fråga om Herde-Rösten 1892 och i Fridstoner 1926 där det i den senare publiceringen står snabbt istället för snabb, som i den äldre Herde-Rösten. I Hjärtesånger 1895 är samma psalms inledningstext Livet förrinner så fort som en dröm, som har en något moderna och mer direkt språkdräkt. Eventuellt rör den versionen sig om psalmsången Livet försvinner i hast som en dröm som finns i Frälsningsarméns sångbok 1990.

## Publicerad i
- Nummer 216 i Hemlandssånger 1891 och 1891 under rubriken "Bättringen".
- Nummer 38 i Herde-Rösten 1892 med titeln "Tiden försvinner" under rubriken "Troendes hädanfärd".
- Nummer 171 i Hjärtesånger 1895 med titeln "Livets växlingar" under rubriken "Herrens ankomst och de yttersta tingen" med 5 verser utan tredje och sjunde versen i Herde-Rösten. Författare anges vara signaturen +. Emil Gustafsons bibelcitat till denna psalm var "Vänden åter, I människors barn!" Ps. 90:3.
- Nummer 119 i Fridstoner 1926 under rubriken "Frälsnings- och helgelsesånger"
- Nummer 190 i Sions Sånger laestadiska versionen, 1951, med inledningen Tiden försvinner i hast som en dröm
- Nummer 163 i Sions Sånger laestadiska versionen, 1981, med inledningen Tiden försvinner i hast som en dröm under rubriken "Kristlig vandel".
- Nummer 355 i Frälsningsarméns sångbok 1990 med titeln Livet försvinner i hast som en dröm under rubriken "Frälsning".